# Gentioux-Pigerolles
Gentioux-Pigerolles település Franciaországban, Creuse megyében. Lakosainak száma 371 fő (2022. január 1.). Gentioux-Pigerolles Peyrelevade, Faux-la-Montagne, Féniers, Gioux, La Nouaille, Royère-de-Vassivière és Saint-Marc-à-Loubaud községekkel határos.

## Népesség
A település népességének változása:
| Lakosok száma | 430  | 371  | 367  | 368  | 407  | 418  | 405  | 378  | 376  | 371  |
|               | 1968 | 1982 | 1990 | 2006 | 2013 | 2015 | 2017 | 2019 | 2020 | 2022 |